# Elecciones municipales de Ica de 2014
Las elecciones municipales de Ica de 2014 se llevaron a cabo el 5 de octubre de 2014 para elegir al alcalde y al Concejo Provincial de Ica para el periodo 2015-2018. La elección se celebró simultáneamente con elecciones regionales y municipales (provinciales y distritales) en todo el Perú.

## Sistema electoral
La Municipalidad Provincial de Ica es el órgano administrativo y de gobierno de la provincia de Ica. Está compuesta por el alcalde y el Concejo Provincial.
La votación del alcalde y el concejo se realiza en base al sufragio universal, que comprende a todos los ciudadanos nacionales mayores de dieciocho años, empadronados y residentes en la provincia de Ica y en pleno goce de sus derechos políticos, así como a los ciudadanos no nacionales residentes y empadronados en la provincia de Ica.
El Concejo Provincial de Ica está compuesto por 13 regidores elegidos por sufragio directo para un período de cuatro (4) años, en forma conjunta con la elección del alcalde (quien lo preside). La votación es por lista cerrada y bloqueada. Se asigna a la lista ganadora los escaños según el método d'Hondt o la mitad más uno, lo que más le favorezca.

## Composición del Concejo Provincial de Ica
La siguiente tabla muestra la composición del Concejo Provincial de Ica antes de las elecciones.
| Partidos | Partidos                           | Regidores |
| -------- | ---------------------------------- | --------- |
|          | Partido Regional de Integración    | 8         |
|          | Frente Regional Progresista Iqueño | 2         |
|          | Fuerza 2011                        | 2         |
|          | Partido Aprista Peruano            | 1         |

## Partidos y candidatos
A continuación se muestra una lista de los principales partidos y alianzas electorales que participaron en las elecciones:
| Candidatura | Candidatura | Partidos y alianzas                                     | Candidatos | Candidatos                | Ideología                                                          | Resultado previo | Resultado previo | Ref. |
| Candidatura | Candidatura | Partidos y alianzas                                     | Candidatos | Candidatos                | Ideología                                                          | Votos (%)        | Reg.             | Ref. |
| ----------- | ----------- | ------------------------------------------------------- | ---------- | ------------------------- | ------------------------------------------------------------------ | ---------------- | ---------------- | ---- |
|             | PRI         | Lista - Partido Regional de Integración (PRI)           |            | Mariano Nacimiento Quispe | Regionalismo iqueño                                                | 32.11%           | 8                |      |
|             | FP          | Lista - Fuerza Popular (FP)                             |            | Gino Barnuevo Cuéllar     | Fujimorismo Conservadurismo social Populismo de derecha            | 18.28%           | 2                |      |
|             | APRA        | Lista - Partido Aprista Peruano (APRA)                  |            | Carlos Osorio Vargas      | Aprismo                                                            | 13.43%           | 1                |      |
|             | AP          | Lista - Acción Popular (AP)                             |            | Carlos Centeno de la Cruz | Humanismo Nacionalismo cívico Reformismo                           | 2.71%            | 0                |      |
|             | UPP         | Lista - Unión por el Perú (UPP)                         |            | Carlos Praeli Rojas       | Nacionalismo de izquierda Socialdemocracia                         | 2.05%            | 0                |      |
|             | APP         | Lista - Alianza para el Progreso (APP)                  |            | Luis Morón Céspedes       | Liberalismo económico Conservadurismo liberal Populismo de derecha | 1.91%            | 0                |      |
|             | PPC         | Lista - Partido Popular Cristiano (PPC)                 |            | Gerardo Morón Morón       | Democracia cristiana Conservadurismo social Liberalismo económico  | 1.58%            | 0                |      |
|             | ARI         | Lista - Alianza Regional Independiente (ARI)            |            | Manuel Meléndez Valdera   | Regionalismo iqueño                                                | 0.36%            | 0                |      |
|             | SN          | Lista - Solidaridad Nacional (SN)                       |            | Gustavo Zuazo Ramos       | Conservadurismo liberal Liberalismo económico                      | Nuevo            | Nuevo            |      |
|             | PHP         | Lista - Partido Humanista Peruano (PHP)                 |            | Pedro Falcón Guerra       | Humanismo Socialismo Ecosocialismo                                 | Nuevo            | Nuevo            |      |
|             | FA          | Lista - Frente Amplio (FA)                              |            | Roberto de la Cruz Huamán | Socialismo Ecologismo Descentralización                            | Nuevo            | Nuevo            |      |
|             | VP          | Lista - Vamos Perú (VP)                                 |            | Julio Condori Flores      | Populismo Socialdemocracia                                         | Nuevo            | Nuevo            |      |
|             | G           | Lista - Movimiento Regional Obras por la Modernidad (G) |            | Carlos Ramos Loayza       | Regionalismo iqueño                                                | Nuevo            | Nuevo            |      |
|             | L           | Lista - Unidos por la Región (L)                        |            | Sonia Sairitupac Palomino | Regionalismo iqueño                                                | Nuevo            | Nuevo            |      |
|             | Libertad    | Lista - Frente Cívico Libertad (Libertad)               |            | Claudia Campos Aguirre    | Regionalismo iqueño                                                | Nuevo            | Nuevo            |      |

## Sondeos de opinión
Las siguientes tablas enumeran las estimaciones de la intención de voto en orden cronológico inverso, mostrando las más recientes primero y utilizando las fechas en las que se realizó el trabajo de campo de la encuesta. Cuando se desconocen las fechas del trabajo de campo, se proporciona la fecha de publicación.
Leyenda:
     Sondeo realizado en el periodo de prohibición legal de la difusión de sondeos de intención de voto.

### Intención de voto
La siguiente tabla enumera las estimaciones ponderadas (sin incluir votos en blanco y nulos) de la intención de voto.
|                                |            |   |      |      |      |      |      |     |  |  |  |  |  |
| Elecciones municipales de 2014 | 5 oct 2014 | — | 18.9 | 18.1 | 15.5 | 14.6 | 12.3 | 0.7 |  |  |  |  |  |
|                                |            |   |      |      |      |      |      |     |  |  |  |  |  |
| Ipsos Perú/América             | 5 oct 2014 | ? | 21.6 | 16.0 | –    | 17.3 | –    | 4.3 |  |  |  |  |  |

## Resultados

### Sumario general
|                                                                                                |                                                 |              |              |              |           |           |  |  |
| Partidos y coaliciones                                                                         | Partidos y coaliciones                          | Voto popular | Voto popular | Voto popular | Regidores | Regidores |  |  |
| Partidos y coaliciones                                                                         | Partidos y coaliciones                          | Votos        | %            | ±pp          | Total     | +/−       |  |  |
|                                                                                                | Movimiento Regional Obras por la Modernidad (G) | 36,120       | 18.91        | Nuevo        | 8         | +8        |  |  |
|                                                                                                | Partido Regional de Integración (PRI)           | 34,585       | 18.10        | –14.01       | 2         | –6        |  |  |
|                                                                                                | Fuerza Popular (FP)1                            | 29,529       | 15.46        | –2.82        | 1         | –1        |  |  |
|                                                                                                | Vamos Perú (VP)                                 | 27,804       | 14.55        | Nuevo        | 1         | +1        |  |  |
|                                                                                                | Partido Aprista Peruano (APRA)                  | 23,464       | 12.28        | –1.15        | 1         | +1        |  |  |
|                                                                                                | Unidos por la Región (L)                        | 11,701       | 6.12         | Nuevo        | 0         | ±0        |  |  |
|                                                                                                | Unión por el Perú (UPP)                         | 6,661        | 3.49         | +1.44        | 0         | ±0        |  |  |
|                                                                                                | Frente Cívico Libertad (Libertad)               | 6,029        | 3.16         | Nuevo        | 0         | ±0        |  |  |
|                                                                                                | Solidaridad Nacional (SN)                       | 4,048        | 2.12         | Nuevo        | 0         | ±0        |  |  |
|                                                                                                | Frente Amplio (FA)                              | 3,713        | 1.94         | Nuevo        | 0         | ±0        |  |  |
|                                                                                                | Alianza para el Progreso (APP)                  | 2,788        | 1.46         | –0.45        | 0         | ±0        |  |  |
|                                                                                                | Acción Popular (AP)                             | 1,731        | 0.91         | –1.80        | 0         | ±0        |  |  |
|                                                                                                | Partido Popular Cristiano (PPC)                 | 1,498        | 0.78         | n/a          | 0         | ±0        |  |  |
|                                                                                                | Partido Humanista Peruano (PHP)                 | 797          | 0.42         | Nuevo        | 0         | ±0        |  |  |
|                                                                                                | Alianza Regional Independiente (ARI)            | 585          | 0.31         | –0.05        | 0         | ±0        |  |  |
|                                                                                                |                                                 |              |              |              |           |           |  |  |
| Total                                                                                          | Total                                           | 191,053      |              |              | 13        | ±0        |  |  |
|                                                                                                |                                                 |              |              |              |           |           |  |  |
| Votos válidos                                                                                  | Votos válidos                                   | 191,053      | 86.14        | –0.82        |           |           |  |  |
| Votos en blanco                                                                                | Votos en blanco                                 | 9,802        | 4.42         | –1.83        |           |           |  |  |
| Votos nulos                                                                                    | Votos nulos                                     | 20,935       | 9.44         | +2.65        |           |           |  |  |
| Votos emitidos                                                                                 | Votos emitidos                                  | 221,790      | 87.65        | –1.32        |           |           |  |  |
| Abstenciones                                                                                   | Abstenciones                                    | 31,258       | 12.35        | +1.32        |           |           |  |  |
| Votantes registrados                                                                           | Votantes registrados                            | 253,048      |              |              |           |           |  |  |
|                                                                                                |                                                 |              |              |              |           |           |  |  |
| Fuente:                                                                                        |                                                 |              |              |              |           |           |  |  |
| Notas al pie: 1 Comparado con los resultados de Fuerza 2011 (F2011) en las elecciones de 2010. |                                                 |              |              |              |           |           |  |  |
| Notas al pie:                                                                                  |                                                 |              |              |              |           |           |  |  |
| 1 Comparado con los resultados de Fuerza 2011 (F2011) en las elecciones de 2010.               |                                                 |              |              |              |           |           |  |  |

## Elecciones municipales distritales

### Resultados por distrito
La siguiente tabla enumera el control de los distritos de la provincia de Ica. El cambio de mando de una organización política se resalta del color de ese partido.
| Distrito                | Alcalde(sa) titular        | Partido político | Partido político                | Alcalde(sa) electo(a)                          | Partido político                               | Partido político                               |
| ----------------------- | -------------------------- | ---------------- | ------------------------------- | ---------------------------------------------- | ---------------------------------------------- | ---------------------------------------------- |
| La Tinguiña             | Pablo Camargo Pillihuamán  |                  | Partido Regional de Integración | Carlos Reyes Roque                             |                                                | Partido Aprista Peruano                        |
| Los Aquijes             | Carlos Osorio Vargas       |                  | Partido Aprista Peruano         | Luis Pisconte Bravo                            |                                                | Obras por la Modernidad                        |
| Ocucaje                 | Pablo Albites Vicente      |                  | Fuerza 2011                     | Pablo Albites Vicente                          |                                                | Fuerza Popular                                 |
| Pachacútec              | José Salas Cahua           |                  | Frente Regional Progresista     | Carlos Pérez Cahua                             |                                                | Fuerza Popular                                 |
| Parcona                 | Javier Gallegos Barrientos |                  | Partido Regional de Integración | José Gálvez Chávez                             |                                                | Obras por la Modernidad                        |
| Pueblo Nuevo            | Julio Condori Flores       |                  | Partido Regional de Integración | Elecciones municipales complementarias de 2015 | Elecciones municipales complementarias de 2015 | Elecciones municipales complementarias de 2015 |
| Salas                   | Javier Fernández Matta     |                  | Salas Imagen y Desarrollo       | Manuel Garcia Echevarría                       |                                                | Obras por la Modernidad                        |
| San José de los Molinos | Jorge Pérez Hernández      |                  | Fuerza 2011                     | Jorge Pérez Hernández                          |                                                | Fuerza Popular                                 |
| San Juan Bautista       | Jorge Quispe Saavedra      |                  | Partido Aprista Peruano         | Jorge Quispe Saavedra                          |                                                | Partido Aprista Peruano                        |
| Santiago                | Ismael Carpio Solís        |                  | Frente Regional Progresista     | César Salazar Carpio                           |                                                | Partido Aprista Peruano                        |
| Subtanjalla             | Julio Pecho García         |                  | Partido Aprista Peruano         | Jesús Muñante Matta                            |                                                | Partido Regional de Integración                |
| Tate                    | Félix Ramos Peña           |                  | Frente Regional Progresista     | Walter Baldiño Ascencio                        |                                                | Obras por la Modernidad                        |
| Yauca del Rosario       | Huilber Quispe Vilca       |                  | Fuerza 2011                     | Huilber Quispe Vilca                           |                                                | Fuerza Popular                                 |